# Русская католическая община в Сантьяго де Чили
«Русская католическая община в Сантьяго де Чили» - Миссия католический церкви в Русской диаспоре в Сантьяго де Чили, организованная русскими католиками византийского обряда в составе Русского апостолата в период после Второй мировой войны.

## История
В 1949 году Георгий Рошко по поручению кардинала Евгения Тиссерана от имени Папского комитета помощи военнопленным был направлен с миссией в государства Латинской Америки с целью ведения переговоров с правительствами этих стран об облегчении процедуры получения въездных виз для русских ДиПи.
С появлением первых русских послевоенных эмигрантов им начал оказывать помощь местный католический священник иезуит Альберто Уртаг.
В 1949 году в Чили появляется священник Всеволод Рошко для духовного руководства общины, которая состояла из людей прибывших из беженских лагерей в Австрии, Германии и Италии, где уже успели познакомиться с работой католических миссионеров. Священник Маркел Ван-Куцен, настоятель католического прихода в Зальцбурге (Австрия) сообщал об отъезде новой группы русских, в частности, в Чили – 119 человек.
Рошко наладил добрые отношения с местными православными приходами:
- Святой Троицы
- Казанской иконы Божией Матери при "Союзе русских в Чили" ("Русский дом")

а также с духовенством: епископом Леонтием и священниками Илиодором Антиповым, Николаем Домбровским, Владимиром Емельяновичем Ульянцевым, Николаем Кашниковым и игуменом Вениамином (Вознюк).
В 1952 году Миссия Рошко в Чили закончилась, с отъездом его на Аляску (США).
По сведениям Филиппа де Режис, священника иезуита французского происхождения, отвечавшего на работу иезуитской миссии среди русских эмигрантов в Южной Америке:

беженцы в Чили как-то устроились, в общем не хуже чем в Аргентине. Правда, у них нет проблемы «стариков», так как Чили приняло только молодых и работоспособных людей…

Чилийская русская молодежь поражала своей серьезностью и чистым взглядом на жизнь